# 卡利韋茨岩
卡利韋茨岩（英語：Kal'vets Rock）是南極洲的岩層，位於毛德皇后地的阿斯特里德公主海岸，處於弗洛努滕山西南面4公里，由德國探險隊發現和拍攝空中照片，現時由南極條約體系管理。